# Radiodervish
Radiodervish — итальянский ансамбль, исполняющий музыку в стиле «world music». Основными участниками группы являются выходцы из Палестины Набил Саламег и Микеле Лобаккаро. Свои песни музыканты исполняют на арабском и итальянском языках.

## История
Коллектив образовался в 1997 году в городе Бари на основе группы Al Darawish. В 1998 году Radiodervish записывают свой первый альбом «Lingua contro lingua»; позже переиздано в 2005 году, альбом принес им награду Чампи, как лучший дебютный альбом года.
Успех Radiodervish объединены в последующие годы интенсивной концертной деятельностью, участие в различных национальных телевизионных передач и от встречи и сотрудничества с различными артистами, как Фрэнк Синатра, Ноа, Стюарт Коупленд, оркестр арабского Назарета, Зохар Фреско, Rim Banna и Амаль Моркус.

## Участники
Нынешние
- Набиль Саламег — вокал
- Микеле Лобаккаро — бас-гитара
- Алессандро Пипино — клавишные
- Давиде Витербо — виолончель
- Риккардо Лагана — перкуссия

Бывшие
- Анила Бодини — скрипка и альт
- Рита Паглионико — скрипка
- Джованна Буккарелла — виолончель
- Антонио Марра — ударные

## Дискография
- 1998 — Lingua contro lingua
- 2001 — In acustico
- 2002 — Centro del Mundo
- 2004 — In search of Simurgh
- 2006 — Amara terra mia
- 2007 — L'immagine di te
- 2009 — Beyond the sea
- 2010 — Bandervish

### Как Al Darawish
- 1993 — Al Darawish
- 1996 — Radio Dervish